# Serie B (Italia) 2006-07
La Serie B 2006-07 fue la septuagésima quinta temporada de esa categoría en Italia. Comenzó el 9 de septiembre de 2006 y finalizó el 10 de junio de 2007. Participaron 22 clubes, completando 42 jornadas durante la temporada regular. 
Los nuevos participantes de esta temporada fueron: el Spezia (campeón Serie C1/A), el Genoa (ganador del playoff), el Napoli (campeón Serie C1/B), el Frosinone (ganador del playoff), el Lecce (descendido de la Serie A), el Treviso (descendido de la Serie A) y la Juventus, también descendido de la Serie A por primera vez en su historia, cuya participación en la liga fue un resultado directo de las resoluciones del Calciopoli por arreglo en los resultados de los partidos. 
El Arezzo comenzó la temporada con una quita de seis puntos y la Juventus con nueve puntos menos, debido a su participación en el escándalo de 2006 italiana de arreglo de partidos. Además, a la Triestina se le quitó un punto debido a las irregularidades financieras, y el Pescara fue penalizado también con la quita de un punto por el pago atrasado de impuestos.
Finalmente vio campeón a la Juventus Football Club, el 26 de mayo de 2007 en la 40.ª jornada al vencer a la Mantova por 2 a 0 con goles de David Trezeguet y de Pavel Nedvěd. A pesar de esto, el conjunto de Turín ya había logrado el ascenso la semana anterior, cuando venció por 5 a 1 al Arezzo.

## Equipos
| Equipo        | Ciudad    | Estadio                 | Capacidad |
| ------------- | --------- | ----------------------- | --------- |
| AlbinoLeffe   | Bérgamo   | Atleti Azzurri d'Italia | 24.642    |
| Arezzo        | Arezzo    | Città di Arezzo         | 13.128    |
| Bari          | Bari      | San Nicola              | 58.270    |
| Bologna       | Bolonia   | Renato Dall'Ara         | 38.279    |
| Brescia       | Brescia   | Mario Rigamonti         | 16.308    |
| Cesena        | Cesena    | Dino Manuzzi            | 23.860    |
| Crotone       | Crotona   | Ezio Scida              | 9.631     |
| Frosinone     | Frosinone | Matusa                  | 9.680     |
| Genoa         | Génova    | Luigi Ferraris          | 36.703    |
| Hellas Verona | Verona    | Marcantonio Bentegodi   | 39.211    |
| Juventus      | Turín     | Olímpico de Turín       | 27.994    |
| Lecce         | Lecce     | Via del Mare            | 33.876    |
| Mantova       | Mantua    | Danilo Martelli         | 14.844    |
| Modena        | Módena    | Alberto Braglia         | 21.151    |
| Napoli        | Nápoles   | San Paolo               | 60.240    |
| Pescara       | Pescara   | Adriático               | 24.400    |
| Piacenza      | Plasencia | Leonardo Garilli        | 21.608    |
| Rimini        | Rímini    | Romeo Neri              | 9.768     |
| Spezia        | La Spezia | Alberto Picco           | 10.336    |
| Treviso       | Treviso   | Omobono Tenni           | 10.000    |
| Triestina     | Trieste   | Nereo Rocco             | 32.454    |
| Vicenza       | Vicenza   | Romeo Menti             | 17.163    |

### Distribución geográfica de los equipos
| Región              | Cant. | Equipos                                   |
| ------------------- | ----- | ----------------------------------------- |
| Emilia-Romaña       | 5     | Bologna, Cesena, Modena, Piacenza, Rimini |
| Lombardía           | 3     | AlbinoLeffe, Brescia, Mantova             |
| Véneto              | 3     | Hellas Verona, Treviso y Vicenza          |
| Apulia              | 2     | Bari, Lecce                               |
| Liguria             | 2     | Genoa, Spezia                             |
| Abruzos             | 1     | Pescara                                   |
| Calabria            | 1     | Crotone                                   |
| Campania            | 1     | Napoli                                    |
| Friul-Venecia Julia | 1     | Triestina                                 |
| Lacio               | 1     | Frosinone                                 |
| Piamonte            | 1     | Juventus                                  |
| Toscana             | 1     | Arezzo                                    |

## Tabla final de posiciones
| Pos | Equipo        | Pts | PJ | G  | E  | P  | GF | GC | DIF | Frente a frente                                                |
| --- | ------------- | --- | -- | -- | -- | -- | -- | -- | --- | -------------------------------------------------------------- |
| 1º  | Juventus      | 85  | 42 | 28 | 10 | 4  | 83 | 30 | 53  |                                                                |
| 2º  | Napoli        | 79  | 42 | 21 | 16 | 5  | 52 | 29 | 23  |                                                                |
| 3º  | Genoa         | 78  | 42 | 23 | 9  | 10 | 68 | 44 | 24  |                                                                |
| 4º  | Piacenza      | 68  | 42 | 20 | 8  | 14 | 57 | 50 | 7   |                                                                |
| 5º  | Rimini        | 67  | 42 | 17 | 16 | 9  | 55 | 38 | 17  | Rimini 1 - Brescia 0 Brescia 0 - Rimini 1                      |
| 6º  | Brescia       | 67  | 42 | 19 | 10 | 13 | 51 | 43 | 8   | Rimini 1 - Brescia 0 Brescia 0 - Rimini 1                      |
| 7º  | Bologna       | 65  | 42 | 18 | 11 | 13 | 52 | 43 | 9   |                                                                |
| 8º  | Mantova       | 64  | 42 | 15 | 19 | 8  | 47 | 36 | 11  |                                                                |
| 9º  | Lecce         | 58  | 42 | 17 | 7  | 18 | 56 | 53 | 3   |                                                                |
| 10º | AlbinoLeffe   | 53  | 42 | 11 | 20 | 11 | 46 | 48 | -2  |                                                                |
| 11º | Vicenza       | 50  | 42 | 12 | 14 | 16 | 42 | 43 | -1  | Vicenza: 9 pts. Frosinone: 8 pts. Treviso: 7 pts. Bari: 6 pts. |
| 12º | Frosinone     | 50  | 42 | 12 | 14 | 16 | 44 | 54 | -10 | Vicenza: 9 pts. Frosinone: 8 pts. Treviso: 7 pts. Bari: 6 pts. |
| 13º | Treviso       | 50  | 42 | 11 | 17 | 14 | 44 | 47 | -3  | Vicenza: 9 pts. Frosinone: 8 pts. Treviso: 7 pts. Bari: 6 pts. |
| 14° | Bari          | 50  | 42 | 12 | 14 | 16 | 40 | 46 | -6  | Vicenza: 9 pts. Frosinone: 8 pts. Treviso: 7 pts. Bari: 6 pts. |
| 15º | Cesena        | 49  | 42 | 12 | 13 | 17 | 51 | 66 | -15 | Cesena 1 - Modena 0 Modena 0 - Cesena 1                        |
| 16º | Modena        | 49  | 42 | 12 | 13 | 17 | 38 | 46 | -8  | Cesena 1 - Modena 0 Modena 0 - Cesena 1                        |
| 17° | Triestina     | 48  | 42 | 11 | 16 | 15 | 37 | 48 | -11 | Triestina 1 - Hellas Verona 1 Hellas Verona 0 - Triestina 1    |
| 18º | Hellas Verona | 48  | 42 | 12 | 12 | 18 | 34 | 46 | -12 | Triestina 1 - Hellas Verona 1 Hellas Verona 0 - Triestina 1    |
| 19º | Spezia        | 46  | 42 | 11 | 13 | 18 | 50 | 61 | -11 |                                                                |
| 20º | Arezzo        | 45  | 42 | 12 | 15 | 15 | 42 | 46 | -4  |                                                                |
| 21º | Crotone       | 32  | 42 | 7  | 11 | 24 | 36 | 67 | -31 |                                                                |
| 22º | Pescara       | 24  | 42 | 5  | 10 | 27 | 36 | 77 | -41 |                                                                |

|  | Campeón. Ascendió a la Serie A.                                |
|  | Ascendieron a la Serie A.                                      |
|  | Participaron de una promoción para no descender a la Serie C1. |
|  | Descendieron a la Serie C1.                                    |

## Resultados
| Ida | Jornada 1           | Vuelta |
| 1-1 | Arezzo-Mantova      | 1-1    |
| 2-0 | Brescia-Piacenza    | 2-1    |
| 3-2 | Crotone-Bari        | 1-2    |
| 3-1 | Lecce-AlbinoLeffe   | 0-0    |
| 0-1 | Modena-Verona       | 1-1    |
| 4-2 | Napoli-Treviso      | 3-0    |
| 0-1 | Pescara-Bologna     | 1-2    |
| 1-1 | Rimini-Juventus     | 0-0    |
| 1-1 | Spezia-Cesena       | 0-1    |
| 1-0 | Triestina-Frosinone | 0-2    |
| 1-2 | Vicenza-Genoa       | 0-2    |

| Ida | Jornada 4          | Vuelta |
| 0-0 | AlbinoLeffe-Arezzo | 1-2    |
| 0-0 | Bari-Vicenza       | 0-3    |
| 1-3 | Bologna-Rimini     | 0-0    |
| 3-3 | Cesena-Pescara     | 0-1    |
| 2-2 | Frosinone-Spezia   | 1-1    |
| 2-0 | Genoa-Piacenza     | 1-3    |
| 4-0 | Juventus-Modena    | 1-0    |
| 3-0 | Mantova-Crotone    | 1-2    |
| 1-1 | Napoli-Triestina   | 3-1    |
| 1-0 | Treviso-Lecce      | 1-1    |
| 0-1 | Verona-Brescia     | 0-0    |

| Ida | Jornada 7           | Vuelta |
| 0-1 | Arezzo-Triestina    | 0-2    |
| 2-0 | Bologna-Modena      | 1-1    |
| 0-2 | Brescia-Genoa       | 0-3    |
| 1-0 | Cesena-Bari         | 2-0    |
| 1-1 | Crotone-AlbinoLeffe | 1-2    |
| 1-2 | Lecce-Rimini        | 0-1    |
| 0-2 | Pescara-Frosinone   | 0-0    |
| 1-0 | Piacenza-Verona     | 1-3    |
| 1-1 | Spezia-Mantova      | 0-0    |
| 0-1 | Treviso-Juventus    | 0-1    |
| 1-1 | Vicenza-Napoli      | 0-0    |

| Ida | Jornada 10         | Vuelta |
| 0-1 | Arezzo-Lecce       | 0-1    |
| 2-0 | Bari-Spezia        | 2-1    |
| 2-1 | Frosinone-Bologna  | 0-1    |
| 1-1 | Genoa-Crotone      | 3-0    |
| 4-3 | Mantova-Cesena     | 1-1    |
| 1-2 | Modena-Piacenza    | 1-5    |
| 1-1 | Napoli-Juventus    | 0-2    |
| 2-2 | Pescara-Treviso    | 0-1    |
| 1-1 | Rimini-AlbinoLeffe | 0-0    |
| 0-0 | Triestina-Brescia  | 0-2    |
| 0-1 | Vicenza-Verona     | 1-2    |

| Ida | Jornada 13           | Vuelta |
| 0-0 | Bari-Triestina       | 0-1    |
| 3-1 | Bologna-Genoa        | 0-3    |
| 2-2 | Brescia-Crotone      | 0-0    |
| 1-1 | Cesena-Rimini        | 0-1    |
| 1-1 | Frosinone-Mantova    | 1-1    |
| 4-1 | Juventus-Lecce       | 3-1    |
| 0-1 | Pescara-Napoli       | 0-1    |
| 1-1 | Piacenza-AlbinoLeffe | 0-2    |
| 0-1 | Spezia-Modena        | 0-4    |
| 1-1 | Treviso-Verona       | 0-0    |
| 2-0 | Vicenza-Arezzo       | 1-2    |

| Ida | Jornada 16          | Vuelta |
| 3-1 | AlbinoLeffe-Treviso | 1-3    |
| 1-1 | Brescia-Spezia      | 3-1    |
| 2-2 | Crotone-Pescara     | 3-2    |
| 3-2 | Genoa-Frosinone     | 2-0    |
| 2-1 | Juventus-Cesena     | 2-2    |
| 1-3 | Lecce-Bari          | 1-1    |
| 1-1 | Modena-Vicenza      | 0-2    |
| 0-0 | Napoli-Mantova      | 0-1    |
| 2-0 | Rimini-Piacenza     | 1-1    |
| 1-3 | Triestina-Bologna   | 0-0    |
| 0-1 | Verona-Arezzo       | 1-3    |

| Ida | Jornada 19        | Vuelta |
| 4-1 | Arezzo-Rimini     | 2-0    |
| 0-0 | Bari-AlbinoLeffe  | 3-2    |
| 0-0 | Bologna-Treviso   | 1-1    |
| 0-0 | Cesena-Lecce      | 0-2    |
| 1-1 | Frosinone-Crotone | 3-2    |
| 1-0 | Mantova-Juventus  | 0-2    |
| 1-0 | Napoli-Verona     | 3-1    |
| 2-1 | Pescara-Genoa     | 0-3    |
| 3-3 | Spezia-Piacenza   | 1-2    |
| 1-0 | Triestina-Modena  | 0-1    |
| 1-3 | Vicenza-Brescia   | 0-3    |

| Ida | Jornada 2          | Vuelta |
| 0-0 | AlbinoLeffe-Modena | 3-0    |
| 1-1 | Bari-Brescia       | 0-0    |
| 2-1 | Bologna-Spezia     | 0-2    |
| 3-1 | Cesena-Crotone     | 2-1    |
| 0-0 | Frosinone-Arezzo   | 0-0    |
| 2-1 | Genoa-Rimini       | 0-1    |
| 2-1 | Juventus-Vicenza   | 2-2    |
| 2-1 | Mantova-Pescara    | 0-0    |
| 2-1 | Piacenza-Napoli    | 0-1    |
| 0-0 | Treviso-Triestina  | 2-1    |
| 1-1 | Verona-Lecce       | 0-2    |

| Ida | Jornada 5           | Vuelta |
| 0-1 | Arezzo-Bari         | 1-1    |
| 1-1 | Bologna-Cesena      | 4-1    |
| 1-1 | Brescia-AlbinoLeffe | 3-2    |
| 0-2 | Crotone-Treviso     | 2-1    |
| 3-2 | Lecce-Genoa         | 0-1    |
| 0-0 | Pescara-Verona      | 1-2    |
| 0-2 | Piacenza-Juventus   | 0-4    |
| 1-1 | Rimini-Modena       | 0-0    |
| 0-1 | Spezia-Napoli       | 1-3    |
| 0-0 | Triestina-Mantova   | 1-1    |
| 1-2 | Vicenza-Frosinone   | 2-0    |

| Ida | Jornada 8          | Vuelta |
| 1-1 | Arezzo-Spezia      | 1-3    |
| 2-0 | Bari-Treviso       | 0-0    |
| 0-1 | Frosinone-Piacenza | 0-3    |
| 4-3 | Genoa-Cesena       | 1-2    |
| 0-2 | Mantova-Bologna    | 1-1    |
| 2-0 | Modena-Lecce       | 0-1    |
| 1-0 | Napoli-Crotone     | 1-2    |
| 0-0 | Pescara-Vicenza    | 0-1    |
| 2-0 | Rimini-Brescia     | 2-0    |
| 0-1 | Triestina-Juventus | 1-5    |
| 0-1 | Verona-AlbinoLeffe | 1-1    |

| Ida | Jornada 11        | Vuelta |
| 1-1 | AlbinoLeffe-Genoa | 0-1    |
| 0-1 | Bari-Napoli       | 1-1    |
| 1-0 | Bologna-Arezzo    | 1-1    |
| 0-0 | Brescia-Mantova   | 1-2    |
| 2-1 | Cesena-Frosinone  | 1-4    |
| 3-0 | Crotone-Modena    | 2-3    |
| 2-0 | Juventus-Pescara  | 1-0    |
| 3-2 | Piacenza-Lecce    | 0-1    |
| 1-0 | Spezia-Vicenza    | 0-1    |
| 1-0 | Treviso-Rimini    | 0-2    |
| 0-1 | Verona-Triestina  | 1-1    |

| Ida | Jornada 14         | Vuelta |
| 3-3 | AlbinoLeffe-Cesena | 2-2    |
| 4-1 | Arezzo-Pescara     | 2-1    |
| 0-0 | Crotone-Piacenza   | 1-2    |
| 1-1 | Genoa-Juventus     | 1-3    |
| 2-1 | Lecce-Brescia      | 0-1    |
| 0-0 | Mantova-Bari       | 1-0    |
| 1-0 | Modena-Treviso     | 1-1    |
| 1-1 | Napoli-Frosinone   | 2-1    |
| 1-1 | Rimini-Vicenza     | 1-1    |
| 2-1 | Triestina-Spezia   | 2-2    |
| 0-1 | Verona-Bologna     | 0-2    |

| Ida | Jornada 17          | Vuelta |
| 0-0 | Arezzo-Crotone      | 2-1    |
| 2-2 | Bari-Rimini         | 1-0    |
| 0-1 | Bologna-Juventus    | 1-3    |
| 0-0 | Cesena-Treviso      | 1-1    |
| 2-1 | Frosinone-Verona    | 2-2    |
| 1-0 | Mantova-Modena      | 2-2    |
| 3-1 | Napoli-Brescia      | 1-0    |
| 0-2 | Pescara-Piacenza    | 1-3    |
| 0-2 | Spezia-Lecce        | 1-0    |
| 0-1 | Triestina-Genoa     | 2-3    |
| 0-1 | Vicenza-AlbinoLeffe | 0-0    |

| Ida | Jornada 20            | Vuelta |
| 1-1 | AlbinoLeffe-Frosinone | 0-2    |
| 2-1 | Brescia-Pescara       | 3-1    |
| 0-0 | Crotone-Bologna       | 1-2    |
| 2-1 | Genoa-Mantova         | 0-1    |
| 4-2 | Juventus-Bari         | 0-1    |
| 1-1 | Lecce-Napoli          | 0-1    |
| 1-1 | Modena-Arezzo         | 0-0    |
| 0-3 | Piacenza-Vicenza      | 2-1    |
| 1-1 | Rimini-Triestina      | 1-1    |
| 3-0 | Treviso-Spezia        | 2-1    |
| 2-1 | Verona-Cesena         | 1-0    |

| Ida | Jornada 3             | Vuelta |
| 0-0 | Arezzo-Napoli         | 2-2    |
| 2-1 | Brescia-Treviso       | 0-2    |
| 0-3 | Crotone-Juventus      | 0-5    |
| 2-0 | Lecce-Mantova         | 0-4    |
| 2-0 | Modena-Genoa          | 0-1    |
| 0-1 | Pescara-Bari          | 2-1    |
| 1-0 | Piacenza-Bologna      | 2-0    |
| 2-1 | Rimini-Frosinone      | 1-2    |
| 1-0 | Spezia-Verona         | 1-1    |
| 1-2 | Triestina-AlbinoLeffe | 1-2    |
| 0-1 | Vicenza-Cesena        | 2-1    |

| Ida | Jornada 6          | Vuelta |
| 0-0 | AlbinoLeffe-Spezia | 1-3    |
| 2-0 | Bari-Bologna       | 0-2    |
| 0-1 | Cesena-Triestina   | 1-3    |
| 2-1 | Frosinone-Lecce    | 0-5    |
| 3-0 | Genoa-Arezzo       | 0-0    |
| 2-0 | Juventus-Brescia   | 1-3    |
| 2-0 | Mantova-Vicenza    | 0-0    |
| 2-0 | Modena-Pescara     | 6-2    |
| 1-0 | Napoli-Rimini      | 1-1    |
| 1-1 | Treviso-Piacenza   | 0-1    |
| 0-0 | Verona-Crotone     | 1-0    |

| Ida | Jornada 9          | Vuelta |
| 1-0 | AlbinoLeffe-Napoli | 0-1    |
| 2-1 | Bologna-Vicenza    | 1-1    |
| 1-0 | Brescia-Modena     | 0-1    |
| 2-0 | Cesena-Arezzo      | 0-3    |
| 0-2 | Crotone-Rimini     | 0-1    |
| 1-0 | Juventus-Frosinone | 2-0    |
| 2-2 | Lecce-Triestina    | 3-2    |
| 2-1 | Piacenza-Bari      | 2-1    |
| 2-2 | Spezia-Pescara     | 2-0    |
| 1-1 | Treviso-Mantova    | 0-0    |
| 1-1 | Verona-Genoa       | 1-3    |

| Ida | Jornada 12           | Vuelta |
| 1-1 | AlbinoLeffe-Juventus | 1-1    |
| 0-2 | Arezzo-Brescia       | 0-1    |
| 1-0 | Frosinone-Bari       | 1-1    |
| 1-2 | Genoa-Spezia         | 2-1    |
| 0-1 | Lecce-Crotone        | 3-1    |
| 1-0 | Mantova-Piacenza     | 4-3    |
| 0-1 | Modena-Cesena        | 0-1    |
| 1-0 | Napoli-Bologna       | 3-2    |
| 3-0 | Rimini-Verona        | 0-1    |
| 2-1 | Triestina-Pescara    | 0-2    |
| 2-2 | Vicenza-Treviso      | 1-1    |

| Ida | Jornada 15          | Vuelta |
| 1-0 | Bari-Modena         | 1-2    |
| 3-1 | Bologna-Lecce       | 1-2    |
| 1-1 | Cesena-Napoli       | 0-2    |
| 2-1 | Frosinone-Brescia   | 0-1    |
| 1-0 | Juventus-Verona     | 1-0    |
| 0-0 | Mantova-AlbinoLeffe | 1-2    |
| 0-5 | Pescara-Rimini      | 2-2    |
| 1-0 | Piacenza-Arezzo     | 0-1    |
| 2-1 | Spezia-Crotone      | 2-0    |
| 2-3 | Treviso-Genoa       | 1-2    |
| 3-0 | Vicenza-Triestina   | 0-0    |

| Ida | Jornada 18          | Vuelta |
| 0-0 | AlbinoLeffe-Pescara | 3-2    |
| 1-1 | Brescia-Bologna     | 1-0    |
| 0-0 | Crotone-Triestina   | 0-2    |
| 0-0 | Genoa-Bari          | 2-2    |
| 2-2 | Juventus-Arezzo     | 5-1    |
| 1-2 | Lecce-Vicenza       | 3-1    |
| 0-0 | Modena-Napoli       | 1-1    |
| 4-0 | Piacenza-Cesena     | 1-1    |
| 2-1 | Rimini-Spezia       | 4-3    |
| 3-0 | Treviso-Frosinone   | 1-1    |
| 0-3 | Verona-Mantova      | 2-0    |

| Ida | Jornada 21          | Vuelta |
| 1-2 | Arezzo-Treviso      | 3-1    |
| 0-1 | Bari-Verona         | 2-4    |
| 1-0 | Bologna-AlbinoLeffe | 5-2    |
| 2-1 | Cesena-Brescia      | 2-4    |
| 0-0 | Frosinone-Modena    | 1-2    |
| 2-1 | Mantova-Rimini      | 1-2    |
| 1-1 | Napoli-Genoa        | 0-0    |
| 2-1 | Pescara-Lecce       | 1-4    |
| 1-1 | Spezia-Juventus     | 3-2    |
| 0-0 | Triestina-Piacenza  | 1-1    |
| 1-0 | Vicenza-Crotone     | 1-0    |

## Playoff por el descenso
| Spezia                                                  | 2 - 1 | Hellas Verona | Alberto Picco         | 15 de junio |
| Hellas Verona                                           | 0 - 0 | Spezia        | Marcantonio Bentegodi | 21 de junio |
| Spezia permaneció en la Serie B con un global de 2 - 1. |       |               |                       |             |

## Goleadores
| Jugador            | Jugador              | Goles | Equipo   |
| ------------------ | -------------------- | ----- | -------- |
| Bandera de Italia  | Alessandro Del Piero | 20    | Juventus |
| Bandera de Italia  | Claudio Bellucci     | 19    | Bologna  |
| Bandera de Senegal | Papa Waigo           | 15    | Cesena   |
| Bandera de Francia | David Trezeguet      | 15    | Juventus |
| Bandera de Italia  | Daniele Cacia        | 14    | Piacenza |
| Bandera de Italia  | Emanuele Calaiò      | 14    | Napoli   |